# Кальченко, Николай Карпович
Николай Карпович Кальченко (10 июня 1925 года, Ростовская область — 1 июня 1995 года) — советский военнослужащий, участник Великой Отечественной войны, полный кавалер ордена Славы, командир отделения взвода пешей разведки 101-го стрелкового полка, младший сержант.

## Биография
Родился 10 июня 1925 года в селе Александровка Азовского р-на Ростовской области. После окончания школы работал трактористом. После гибели отца в 1941 г. стал просится на фронт добровольцем.
В марте 1942 г. Н. К. Кальченко стал курсантом 10 учебного стрелкового полка — проходил обучение на командира стрелкового орудия. В мае 1943 г. окончил обучение и был переведен в 236 запасной стрелковый отряд. В феврале 1944 г. Кальченко Н. К. стал участником боевых действий в должности помощника командира взвода 101 стрелкового полка.
Уже в первом бою под Ковелем он заслужил медаль «За отвагу».
…Полк, в котором служил Кальченко, успешно продвигался на запад и первым вышел к многоводной Висле. Укрепившись на ее противоположном берегу, немцы верили в неприступность занятых ими позиций. Но лютая ненависть наших бойцов к фашистам, помноженная на мужество, отвагу и героизм в борьбе с ними, сокрушали все препятствия на пути к полной победе.
Восемнадцать самых отважных получили боевое задание: ночью форсировать реку, закрепиться на берегу и удержаться там до подхода подразделений. Вооружившись тремя станковыми и пятью ручными пулеметами, гранатами и автоматами, разведчики под командованием Николая Кальченко на утлых лодчонках бесшумно и незаметно переплыли Вислу, окопались на берегу.
Утром немцы обнаружили смельчаков, бросились в контратаку, но сильным огнем были отброшены. Атаки не прекращались до самого вечера. И каждый раз фашисты, оставляя на поле боя десятки убитых и раненых, отходили назад. Когда же над Вислой опустились сумерки, Кальченко спросил:
— Кто со мной в разведку?
С командиром хотели идти все, но сержант взял только двоих — Сергея Крысь и Георгия Карпова.
Вылазка была удачной: в лощине, окруженной деревьями, притаились немецкие танки. Кальченко немедленно отправил одного из разведчиков доложить об этом в штаб полка. На следующий день немцы предприняли против горстки советских бойцов шестнадцать яростных атак. Пытались пустить в ход даже танки. Но полковая артиллерия, зная координаты расположения бронированных машин, преградила им путь своим мощным заградительным огнем. В результате двухдневного боя было убито больше сотни гитлеровцев. Наши потери — 5 раненых.
Вечером подошел батальон пехоты, а потом через Вислу переправились и остальные подразделения полка.
За этот подвиг получили правительственные награды все 18 храбрецов. Мужество и отвага Николая Кальченко были отмечены орденом Славы III степени.
На Висле полк простоял несколько месяцев. Не раз Николай ходил в разведку. Однажды, получив задание, бойцы вместе с помощником командира взвода сержантом Кальченко, проникли в тыл врага и на стыке обороны двух немецких батальонов стали выслеживать «языка». Долго ждать не пришлось. Почти рядом хлопнул выстрел, и в черном небе повисла ракета.
Заметив место расположения ракетчика, Кальченко шепнул бойцам:
— Пока не огляделся — надо брать…
Гитлеровец оказался в руках советских разведчиков.
В это время фашисты всполошились, подняли стрельбу.
— Отходите! — приказал — Кальченко бойцам — Я прикрою. И принял основной огонь на себя.
За отлично проведенный поиск и захват пленного Николай Кальченко был награждён орденом Славы II степени.
В начале 1945 года наши войска сломили немецкую оборону на Висле и, развернув стремительное наступление, вышли к Одеру в районе Франкфурта — крупного опорного пункта противника.
Командир полка приказал разведчикам форсировать Одер, проникнуть в тыл врага и решительными действиями перекрыть ему пути отхода.
Короткий приказ: «По лодкам!» — и разведчики устремились на противоположный берег. Но на средине течения широкой полноводной реки им путь преградил миномётный огонь. Перевернулась одна лодка, другая. До берега добрались вплавь. А когда вышли из ледяной воды, сразу в бой.
— Окопаться! — приказал сержант Кальченко, заменивший раненого командира взвода.
Гитлеровцы яростно наседали со всех сторон. Их было значительно больше, чем советских воинов, но они так и не смогли овладеть их позицией. Несколько суток сражались разведчики, а с плацдарма не ушли. Сержант Кальченко был тяжело ранен. И в госпитале он узнал радостную весть: Родина наградила его орденом Славы I степени.
Победу встретил Николай Карпович в г. Франкфурте-на-Майне.
За годы войны Кальченко Н. К. был трижды ранен (один раз в правую руку (17 августа 1944 г.) и дважды в левую (27 ноября и 15 февраля) руку.).
Его боевые заслуги отмечены орденами Славы трех степеней, Отечественной войны 1 степени, медалями «За отвагу», «За Победу над Германией».
В декабре 1945 г. младший сержант Кальченко Н. К. на основании Указа Президиума Верховного Совета ССР от 25 сентября 1945 г. был демобилизован.
После победы Н. К. Кальченко вернулся в свой родной колхоз. Затем участвовал в восстановлении завода «Ростсельмаш», строительстве Волго-Донского судоходного канала.
С октября 1953 г. работал в Батайске в системе сельского строительства. За ударный труд награждён орденами Ленина и Октябрьской революции, с 1964 года носит почетное звание «заслуженного строителя РСФСР», кроме того, имел много благодарностей (ими заполнена трудовая книжка Николая Карповича).
Умер Николай Карпович Кальченко 1 июня 1995 г.

## Награды
Орден Славы II степени (23.03.1945)
Орден Славы III степени (24.10.1944)
Орден Славы III степени (04.12.1944)
Медаль «За отвагу» (19.07.1944)

## Память
- Почётный гражданин г. Батайска
- В 2005 году на Аллее Славы мемориального комплекса «Клятва поколений» г. Батайска установлен бюст.